# Натчез (Миссисипи)

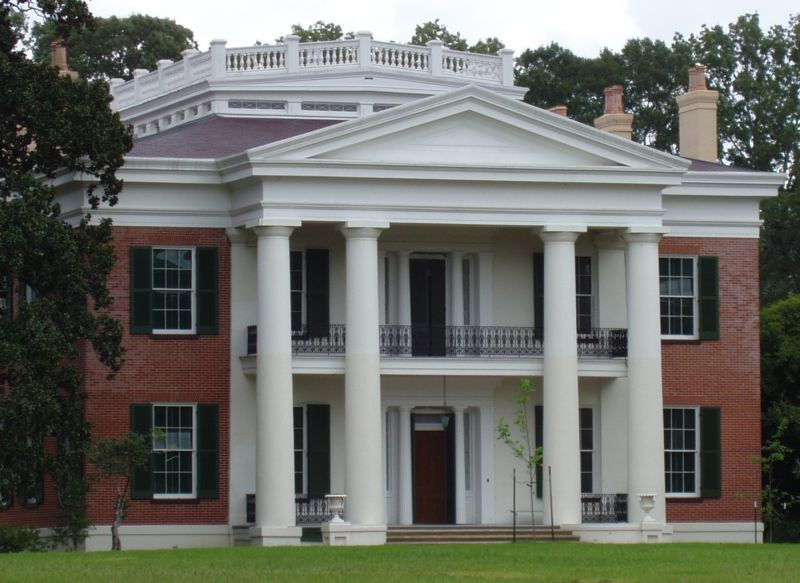
Особняк южного плантатора (середина XIX века)

Натчез (англ. Natchez) — город и административный центр округа Адамс на юго-западе штата Миссисипи, США.
Население — 16 тыс. человек (2007 год). В прошлом — важнейший порт с фортом на реке Миссисипи. В настоящее время — известный исторический и культурный центр штата, знаменитый благодаря своей связи с боями в ходе Гражданской войны между Севером и Югом. Население около 16 тыс. человек (2007). Город также известен своими казино, расположенными на набережной Миссисипи.

## География
Город расположен на юго-западе штата в месте впадения реки на высоком и холмистом левом берегу Миссисипи, покрытом лесами. Напротив, на другом берегу реки расположена Вайдалия (Луизиана) с плоской равнинной местностью.

## История
Ранее на месте города располагались ритуальная деревня индейского племени натчез, расположенные в месте пересечения старинной дороги Натчез-Трейс с рекой Миссисипи. Первый европейский форт здесь был основан французами в 1716 году, однако неоднократно подвергался разрушительным набегам индейцев, вырезавшим всё французское население, включая женщин и детей. После непродолжительного испанского правления, город перешёл в руки англичан, а затем американцев. Его население быстро возросло в результате развития порта, работорговли, плантационного хозяйства (хлопчатник), важного оборонительно значения на западных рубежах страны. Население города достигло 20 тыс. человек. Гражданская война, однако, привела к упадку и запустению города и разорению его некогда богатых плантаторских семей. Тем не менее, большая часть роскошных усадьб поместий той эпохи сохраняется в городе до наших дней (многие из них превращены в гостиницы).
С 1826 года Натчез был центром одноимённой католической епархии, которая была упразднена в 1977 году (в настоящее время — титулярная епархия).
7 мая 1840 года на город обрушился сильнейший торнадо, жертвами которого стали более 300 человек. Точное количество жертв неизвестно. Ущерб составил 1,26 млн долларов. Этот торнадо стал вторым по мощности в истории США.
Во время Гражданской войны в США Натчез был сдан силами Конфедерации без боя в сентябре 1862 года. После Гражданской войны в США экономика города быстро возродилась, в основном благодаря тому, что Натчез избежал разрушений, обрушившихся на многие другие части Юга. С 1870 по 1871 год мэром города был Роберт Вуд, один из пяти афроамериканцев, занимавших посты мэра в эпоху Реконструкции, и один из первых чернокожих мэров во всей Америке. Натчез также был домом для политиков-афроамериканцев Хайрама Родса Ревелса и Джона Линча.

## Население
Население современного Натчеза составляет около 14,5 тыс. человек (по данным переписи 2020) и мало изменилось с конца XIX века. Афроамериканцы, потомки негров-рабов завезённых из Африки, составляют около 60% населения города. Представители белой общины — составляют 36% (около 5 тыс. человек). Остальные — китайцы, вьетнамцы, мексиканцы (в последнее время увеличивается приток нелегальной рабочей силы из Мексики). Среднедушевой доход населения около 15 000 долларов в год (при среднем в США 41.000).